# Oebelo (Kupang Tengah)
Oebelo is een bestuurslaag in het regentschap Kupang van de provincie Oost-Nusa Tenggara, Indonesië. Oebelo telt 4323 inwoners (volkstelling 2010).